# Blanca de Silos
María de las Nieves Silos y López de la Calle (Vitoria, 3 de agosto de 1914 - Segovia, 13 de septiembre de 2002), conocida artísticamente como Blanca de Silos, fue una actriz española. 

## Biografía
Desde muy joven, Blanca se sintió atraída por el teatro, pero su familia se opuso a que ella siguiera su vocación de actriz, hasta que en plena guerra civil pudo tomar parte en la representación de algunos autos sacramentales en Segovia, donde había sido destinado su padre. En la ciudad castellana coincide con el director de escena Luis Escobar, con el que se inicia profesionalmente en un auto sacramental a finales de la década de 1930. Posteriormente se traslada a Madrid, desarrollando su carrera en el Teatro María Guerrero, de la mano de Escobar y más adelante en el Teatro Español.  
Edgar Neville le da la oportunidad de debutar en la gran pantalla con la película Frente de Madrid (1939).  Al año siguiente, en el documental de Manuel García Viñoles Boda en Castilla, premiado en el Festival de Venecia, recitó un poema. Seguirían, entre otras, Raza (1942), de José Luis Sáenz de Heredia, Castillo de naipes (1943), de Jerónimo Mihura y La casa de la lluvia (1943), de Antonio Román, aunque la que más fama le proporcionó fue Mariona Rebull (1947), de Sáenz de Heredia.
Desde finales de la década de 1940 se mantuvo apartada de la pantalla, con apariciones puntuales en películas. En 1941, ya en Madrid, intervino en las películas Flora y Mariana, de José Buchs, Su hermano y él, de Luis Marquina, en la que coincidió con otra actriz vitoriana Concha Catalá, y Escuadrilla, de Antonio Román. En 1942 aparece en Éramos siete a la mesa, de Florián Rey y Intriga de Antonio Román. Entre 1943 y 1944 interpreta La casa de la lluvia, de Antonio Román, Castillo de naipes, de Jerónimo Mihura y Orosia de Florián Rey. Tras un paréntesis de cuatro años, reaparece en 1947 en la película Mariona Rebull, de José Luis Sáenz de Heredia, y en El duende y el rey, de Alejandro Perla. En 1948 intervino en Sin uniforme, de Ladislao Vadja, y En un rincón de España, de Jerónimo Mihura. En 1952, en la cinta 50 años de Real Madrid, de Rafael Gil, donde hacía el papel de espectadora, junto a Fernando Fernán Gómez y Fernando Sancho. Ya había abandonado para entonces prácticamente su carrera cinematográfica y solo apareció esporádicamente en 1959 en la coproducción franco-española de Jack Pinoteau, junto a Darry Cowl, “Robinson et le tripor-teur”, que aquí se estrenó con el título de “¡Hola Robinson!”, junto a Alfredo Mayo, y en 1968 en Sábado en la playa, de Esteban Farré. Se centró en el teatro, hasta su retirada definitiva.

## Teatro (parcial)
- La cena del rey Baltasar (1939), de Pedro Calderón de la Barca.
- Llegada de noche (1940), de Hans Rothe.
- El estudiante endiablado (1942), de Eduardo Marquina.
- Don Juan Tenorio (1943), de José Zorrilla.
- El sueño de una noche de verano (1944), de William Shakespeare.
- La heredera (1951), de Augustus Goetz.
- Buenas noches (1952), de Isabel Suárez de Deza.
- La Plaza de Berkeley (1952), de John L. Balderston.
- Andrés de Urdaneta (1954), de Fray José Quintana.
- Proceso de Jesús (1956), de  Diego Fabbri.
- La vida es sueño (1958), de Pedro Calderón de la Barca.
- El diario de Ana Frank (1957), de Frances Goodrich y Albert Hackett.
- La herida del tiempo (1960), de J. B. Priestley.

## Reconocimientos
- En 2022, el Ayuntamiento de Vitoria puso su nombre al salón de actos San Martín: “Salón de Actos Blanca de Silos”.[2]